# 七夕バルーンリリース
七夕バルーンリリース（たなばたバルーンリリース）は、徳島市の新町橋東公園で2006年から行われている七夕のイベント。
7月7日7時7分7秒に、願い事を書いたバルーンを一斉に空に向かって放し、天の川へ願い事を届けようというイベントとして成長している。
当日は、多くの親子連れや恋人同士が新町川沿いに集り、7時7分7秒のカウントダウンを行い一斉にバルーンを放す。近くのボードウォークでは、オシャレなカフェ「FIORE」が店を出したり屋台が出ている。
現代社会では川に笹を流すことはゴミの不法投棄となり、願い事を書いた短冊を笹につるして流す事はできなくなっている。しかし、このイベントで使う風船はエコ風船なので、約2ヶ月程度でゴムは自然に返り、海山に落ちても自然に返るようになっている。